# 1288年
| 千纪： | 2千纪 |
| 世纪： | 12世纪 \| 13世纪 \| 14世纪                                                                                 |
| 年代： | 1250年代 \| 1260年代 \| 1270年代 \| 1280年代 \| 1290年代 \| 1300年代 \| 1310年代                           |
| 年份： | 1283年 \| 1284年 \| 1285年 \| 1286年 \| 1287年 \| 1288年 \| 1289年 \| 1290年 \| 1291年 \| 1292年 \| 1293年 |
| 纪年： | 戊子年（鼠年）；元至元二十五年；越南重興四年；日本弘安十一年，正應元年                                     |

## 大事记
- 3月22日——尼各老四世当选为教皇。
- 2月——波蘭王國擊退來犯的金帳汗国軍隊。
- 6月5日——瓦林根之戰（英语：Battle of Worringen）後科隆從科隆選侯國中獨立為自由城市，科隆總主教被迫遷出科隆，改以波恩為選侯國首都。
- 白藤江之戰，越南陳朝取得蒙越戰爭的勝利。
- 尚書省右丞相桑哥向忽必烈奏請將總制院改名為宣政院。忽必烈同意，並任命桑哥和脫因為宣政院使。
- 緬甸蒲甘王朝卑謬總督底哈都死於攻打勃固的戰事中。

## 出生
- 查理一世，匈牙利国王（逝世于1342年，54岁）
- 11月26日——後醍醐天皇，日本第96代天皇（逝世于1339年，51岁）

## 逝世
- 底哈都，緬甸蒲甘王朝國王那臘底哈勃德的兒子，卑謬總督。